# Aphnaeus umbrosa
Aphnaeus umbrosa är en fjärilsart som beskrevs av Talbot 1935. Aphnaeus umbrosa ingår i släktet Aphnaeus och familjen juvelvingar. Inga underarter finns listade i Catalogue of Life.